# Маунт-Рейніер (Меріленд)
Маунт-Рейніер (англ. Mount Rainier) — місто (англ. city) в США, в окрузі Графство принца Георга штату Меріленд. Населення — 8333 особи (2020).

## Географія
Маунт-Рейніер розташований за координатами 38°56′33″ пн. ш. 76°57′52″ зх. д. / 38.94250° пн. ш. 76.96444° зх. д. (38.942568, -76.964442).  За даними Бюро перепису населення США в 2010 році місто мало площу 1,68 км², уся площа — суходіл.

## Демографія
Згідно з переписом 2010 року, у місті мешкало 8080 осіб у 3344 домогосподарствах у складі 1735 родин. Густота населення становила 4804 особи/км².  Було 3601 помешкання (2141/км²).
Расовий склад населення:
| - 52,8 % — чорних або афроамериканців - 19,9 % — білих - 2,3 % — азіатів - 0,6 % — корінних американців - 20,9 % — осіб інших рас |

До двох чи більше рас належало 3,6 %. Частка іспаномовних становила 31,4 % від усіх жителів.
За віковим діапазоном населення розподілялося таким чином: 22,9 % — особи молодші 18 років, 70,6 % — особи у віці 18—64 років, 6,5 % — особи у віці 65 років та старші. Медіана віку мешканця становила 32,7 року. На 100 осіб жіночої статі у місті припадало 97,5 чоловіків;  на 100 жінок у віці від 18 років та старших — 95,1 чоловіків також старших 18 років.
Середній дохід на одне домашнє господарство  становив 58 498 доларів США (медіана — 45 677), а середній дохід на одну сім'ю — 68 304 долари (медіана — 51 288). Медіана доходів становила 35 946 доларів для чоловіків та 37 009 доларів для жінок. За межею бідності перебувало 13,3 % осіб, у тому числі 12,9 % дітей у віці до 18 років та 18,7 % осіб у віці 65 років та старших.
Цивільне працевлаштоване населення становило 4751 осіб. Основні галузі зайнятості: освіта, охорона здоров'я та соціальна допомога — 21,2 %, мистецтво, розваги та відпочинок — 16,7 %, науковці, спеціалісти, менеджери — 13,5 %, будівництво — 12,4 %.